# Jean Powis de Tenbossche
Jean Etienne Powis de Tenbossche (Oostkamp, 14 januari 1924 - Sint-Pieters-Woluwe, 5 januari 1999) was een Belgisch militair en medewerker van president Joseph Mobutu.

## Levensloop
Jean Powis was het vierde van de vijf kinderen van jonkheer Philippe Powis de Tenbossche (1892-1976) en van Marguerite Ruzette (1895-1951), dochter van minister Albéric Ruzette.
Hij doorliep de humaniora in het Sint-Lodewijkscollege in Brugge en beëindigde die in de retorica 1942-1943, samen met onder meer Paul Ducheyne en Georges Stalpaert.
In 1944 sloot hij aan bij het Verzet in de Brugse omgeving, en trad toe tot de Groep Jerôme, geleid door luitenant Willy Bruynseraede. Na de oorlog werd hij beroepsofficier. Hij vertrok naar Belgisch-Congo en bleef er na de onafhankelijkheid. Hij trad in dienst bij president Mobutu en werd het hoofd van het Civiele Huis. Hij bleef hem trouw tot aan de ondergang van het Mobuturegime in 1997.
Powis was Ridder in de Orde van Malta en luitenant-kolonel in het Belgisch leger. In 1985 werd hij tot baron benoemd ten persoonlijke titel. Hij nam als wapenspreuk Doe wel en zie niet om. Hij bleef vrijgezel.